# Lommel
Lommel è un comune belga di 32 141 abitanti, situato nella provincia fiamminga del Limburgo belga. 
Lommel è la terza città commerciale del Limburgo e gode di numerose aree verdi e naturistiche fra le quali il Watering ed il Sahara di Lommel. Negli ultimi anni la città ha conosciuto uno sviluppo notevole tanto dal punto di visto economico che turistico. Lommel è la quarta città del Belgio per numero di pernottamenti nelle strutture alberghiere (oltre 1 milione l'anno), superata solo da Bruxelles, Anversa e Bruges.
Centro importante anche dal punto di vista sportivo, Lommel ha vantato tre ciclisti professionisti, Wim De Vocht, Kevin Hulsmans e Johan Vansummeren (vincitore della Parigi-Roubaix 2011), gli ultimi due nativi della città limburghese, oltre a Kathleen Smet, campionessa europea e mondiale di triathlon, da anni residente a Lommel, e il tennista Zizou Bergs.
Famosa anche per la pista di motocross dove vanno i migliori piloti ad allenarsi.